# یواس‌اس باگلی (اف‌اف-۱۰۶۹)
یواس‌اس باگلی (اف‌اف-۱۰۶۹) (به انگلیسی: USS Bagley (FF-1069)) یک کشتی بود که طول آن ۴۳۸ فوت (۱۳۴ متر) بود. این کشتی در سال ۱۹۷۱ ساخته شد.